# Not a Drum Was Heard
Not a Drum Was Heard is een Amerikaanse western uit 1924 onder regie van William A. Wellman.

## Verhaal
Jack Mills en zijn vriend Bud Loupel zijn allebei verliefd op Jean Ross. Wanneer Jean instemt met het huwelijksaanzoek van Bud, besluit Jack zichzelf weg te cijferen. Het jonge stelletje neemt zijn intrek in een bescheiden woning, maar ze ondervinden al vlug financiële problemen.

## Rolverdeling
| Acteur         | Personage       |
| -------------- | --------------- |
| Buck Jones     | Jack Mills      |
| Betty Bouton   | Jean Ross       |
| Frank Campeau  | Bankier Rand    |
| Rhody Hathaway | James Ross      |
| Al Fremont     | Sheriff         |
| William Scott  | Bud Loupel      |
| Mickey McBan   | Jack Loupel jr. |